# Hellcome Home
Hellcome Home è un film del 2019 diretto da Bobby Bonifacio Jr..

## Trama
Il film racconta la storia di due famiglie: i Domingo e i Villareal. Entrambe le famiglie, una nel 1994 e l'altra nel 2019, si ritrovano a dover affrontare una serie di fenomeni paranormali nella stessa apparentemente idilliaca casa che hanno acquistato.